# قائمة البرامج الحرة
تعرف البرمجيات الحرة تحت اسم «البرامج الحرة» ونضع هنا جميع البرامج الحرة، معظم البرامج المذكورة هنا هي منشورة تحت رخصة جنو العمومية أو بي إس دي.

## نظام التشغيل
نظام التشغيل هو مجموعة من البرامج المسؤولة عن الاتصال بين موارد الأجهزة من جهاز كمبيوتر المستخدم، والبرامج، مثل لعبة كلمة معالجة الفيديو، كما توفر برامج تطبيق نقاط الدخول لأجهزة عامة.

## عائلة منجنو/لينكس
- أرشلينيكس
- دبيان
- جنتو لينكس
- ماندريفا لينكس ماندريفا
- فيدورا
- ريد هات إنتربرايز لينكس ريد هات إنتربرايز لينكس
- سلاكوير
- سوزه لينكس أوبن سوزي

## أنظمة التشغيل تعتمد علىدبيان
- ابتوسيد
- أوبونتو ، كوبونتو ، زوبونتو ، ايديوبونتو

## عائلةتوزيعة برمجيات بيركلي
- نت بي إس دي
- أوبن بي إس دي
- بي سي بي إس دي
- دراجون فلا بي اس دي
- فري بي ‌إس ‌دي

## محرر النصوص
- غوبي
- جاد [1]
- نوتباد2 [2]
- جي إيدت
- محرر حو أس الخاص [3]
- جنو نانو [4]
- بلوفيش
- هاملوك [5]
- ميكرو إماكس [6]
- إيماكس
- كايت (محرر نصوص)
- أم جي [7]
- جي إديت
- نوتباد++
- في آي

## محرر أتش تي أم أل
- أمايا (متصفح)
- بلوفيش
- بلو جريفون [8]
- موزيلا كومبوزر[9]
- كمبوزر
- إن ڤيو
- كوانتا بلس [10]
- سي منكي
- إيماكس
- فيم (محرر نصوص)